# Winiawa
Winiawa lub Wieniawa (ukr. Віняви) – wieś na Ukrainie w rejonie lwowskim (wcześniej w rejonie pustomyckim) obwodu lwowskiego.

## Historia
Pod koniec XIX wieku część wsi Miłoszowice w powiecie lwowskim.